# Barczewski Dwór
Barczewski Dwór [barˈt͡ʂɛfskʲi ˈdvur] (tiếng Đức: Klein Wartenburg) là một ngôi làng thuộc khu hành chính của Gmina Barczewo, thuộc huyện Olsztyński, Warmińsko-Mazurskie, ở miền bắc Ba Lan.